# 홋타 마사야스 (1848년)

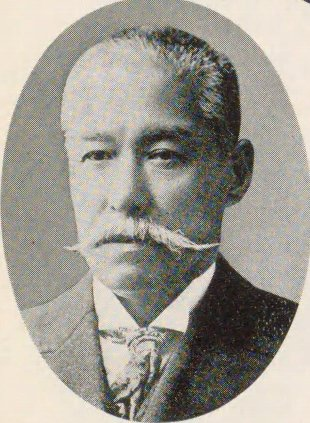
홋타 마사야스

홋타 마사야스(일본어: 堀田正養, 1848년 12월 16일 ~ 1911년 7월 18일)은 오미 미야가와번 마지막 번주이다. 홋타 종가 제11대 당주. 지쿠호 흥업철도 사장. 체신대신.

## 참고 문헌
|  | 제1대 (미야가와)홋타 자작가 당주 1884년 ~ 1911년 | 후임 홋타 마사유키 |

| 전임 홋타 마사미 | 제9대 오미 미야가와번 번주 (홋타가) 1863년 ~ 1871년 | 후임 폐번치현 |